# Dana Wynter
Dana Wynter (Berlijn, 8 juni 1931 - Ojai, 5 mei 2011) was een Brits actrice van Duitse afkomst. Zij was bekend om haar rol als Becky Driscoll in de film Invasion of the Body Snatchers en als Eva Wainwright in de televisieserie The Man Who Never Was.
Dana Wynter was van 1956 tot 1981 getrouwd met Greg Bautzer, met wie zij één zoon had.

## Filmografie
- Night Without Stars (1951)
- White Corridors (1951)
- Lady Godiva Rides Again (1951)
- The Woman's Angle (1952)
- The Crimson Pirate (1952)
- It Started in Paradise (1952)
- Knights of the Round Table (1953)
- The View from Pompey's Head (1955)
- Invasion of the Body Snatchers (1956)
- D-Day the Sixth of June (1956)
- Something of Value (1957)
- Fräulein (1958)
- In Love and War (1958)
- Shake Hands with the Devil (1959)
- Sink the Bismarck! (1960)
- On the Double (1961)
- The List of Adrian Messenger (1963)
- If He Hollers, Let Him Go! (1968)
- Companions in Nightmare (1968)
- Any Second Now (1969)
- Triangle (1970)
- Airport (1970)
- The Connection (1973)
- Santee (1973)
- The Questor Tapes (1974)
- The Lives of Jenny Dolan (1975)
- Le Sauvage (1975)
- M Station: Hawaii (1980)
- The Royal Romance of Charles and Diana (1982)
- The Return of Ironside (1993)

## Televisieseries
- Robert Montgomery Presents (1953)
- Suspense (1954)
- The United States Steel Hour (1954)
- Studio One (1955)
- The 20th Century-Fox Hour (1955)
- Colonel March of Scotland Yard (1956)
- Playhouse 90 (1957-1959)
- The Dick Powell Show (1962)
- The Virginian (1963)
- Burke's Law (1963)
- Wagon Train (1961-1964)
- Kraft Suspense Theatre (1965)
- The Alfred Hitchcock Hour (1965)
- The Rogues (1965)
- 12 O'Clock High (1964-1965)
- Bob Hope Presents the Chrysler Theatre (1963-1965)
- Convoy (1965)
- Run for Your Life (1965)
- My Three Sons (1966)
- Ben Casey (1966)
- The Wild Wild West (1966)
- The Man Who Never Was (1966-1967)
- Gunsmoke (1967)
- The Invaders (1967)
- Dundee and the Culhane (1967)
- The Name of the Game (1968)
- It Takes a Thief (1969)
- Get Smart (1969)
- Love, American Style (1969)
- To Rome with Love (1970)
- Marcus Welby, M.D. (1971)
- The F.B.I. (1966-1971)
- Hawaii Five-O (1972)
- O'Hara, U.S. Treasury (1972)
- Ironside (1969-1973)
- McMillan & Wife (1974)
- Owen Marshall: Counselor at Law (1971-1974)
- Great Mysteries (1974)
- Cannon (1973-1975)
- Medical Center (1970-1975)
- Ellery Queen (1976)
- City of Angels (1976)
- W.E.B. (1978)
- Backstairs at the White House (1979)
- Fantasy Island (1979)
- The Rockford Files (1979)
- Tenspeed and Brown Shoe (1980)
- Hart to Hart (1981)
- The Love Boat (1979 en 1981)
- Aloha Paradise (1981)
- Bracken (1978-1982)
- Magnum, P.I. (1982)